# ОШ „Јован Јовановић Змај” Нови Пазар
 ОШ „Јован Јовановић Змај” је основна школа која се налази на адреси Вука Караџића бб у Новом Пазару.

## Опште информације
Школа је основана и започела са радом 1. септембра 1988. године, а до тада радила је као издвојено одељење школе „28. новембар”, која је адаптирана за потребе школе. Као издвојено одељење почела је с радом 1. фебруара 1986. године и имала је шест учионица, а да би их током лета 1988. дограђено још пет.
Одлуком Скупштине СИЗ-а образовања, постала је самостална школа 1988. године под именом „25. мај”, а рад је започела са 28 одељења и то 15 млађих и 13 старијих, укупно 950 ученика и 38 људи запослених у наставном кадру. Од самог почетка радила је у три смене, што је у малом простору отежавало извођење наставе. Одлуком Школског одбора СО-е Нови Пазар, школа је 4. јуна 1993. године променила назив из ОШ „25. мај” у ОШ „Јован Јовановић Змај”, по српском песнику, драмском писцу, преводиоцу и лекару.
Током почетка школске 1994/95. године школи је у власништво пренето земљиште за двориште, асфалтиран је терен на површини од 800 м², на коме је изграђен спортски терен. Школа је у неколико наврата реновирана, када је паралелно са реконструкцијом фасаде извршено обнављање канцеларијског намештаја, клупа и столица.
У школи се од страних језика учи енглески, француски и немачки језик.
У априлу 2022. године завршена је изградња фискултурне сале, коју школа није поседовала, а у изградњу је уложено 33 милиона динара.